# Метевбашевский сельсовет
Метевбашевский сельсовет — муниципальное образование в Белебеевском районе Башкортостана.

## История
Согласно «Закону о границах, статусе и административных центрах муниципальных образований в Республике Башкортостан» имеет статус сельского поселения.

## Население
| 2002 | 2009  | 2010  | 2012  | 2013  | 2014 | 2015 |
| ---- | ----- | ----- | ----- | ----- | ---- | ---- |
| 954  | ↗1078 | ↗1087 | ↘1043 | ↘1007 | ↘962 | ↘958 |
| 2016 | 2017  |       |       |       |      |      |
| ↘936 | ↘917  |       |       |       |      |      |

## Состав сельского поселения
| № | Населённый пункт | Тип населённого пункта       | Население |
| - | ---------------- | ---------------------------- | --------- |
| 1 | Метевбаш         | село, административный центр | ↗789      |
| 2 | Акбасар          | деревня                      | ↗149      |
| 3 | Аккаин           | деревня                      | ↘149      |

### Упразднённые населённые пункты
- Деревня Ташкичу — в 2005 году